# 斜紋前頷蝴蝶魚
斜紋前頜蝴蝶魚，為輻鰭魚綱鱸形目蝴蝶魚科的其中一種。被IUCN列為次級保育動物。

## 分布
本魚僅分布於巴西聖保羅的岩礁區。

## 深度
水深40至100公尺。

## 特徵
本魚體側扁，吻突出且長，體略呈三角形，體前半部褐色，後半部為白色。側線明顯，為銀色，體長可達15公分。

## 生態
本魚棲息於較深的獨立岩礁。

## 經濟利用
可做為觀賞魚。